# Præsidentvalget i USA 1996
Præsidentvalget i USA 1996 var det 53. præsidentvalg i USA's historie. Valget fandt sted den 5. november 1996, og resultat genvalgte Bill Clinton og Al Gore som henholdsvis præsident og vicepræsident for perioden 1997–2001. De vandt over republikanerene Bob Dole og Jack Kemp.

## Valgkampen
I det hele taget var det vanskeligt for republikanerne at vinde over den siddende præsident, Bill Clinton, under valgkampen i 1996, da USA var inde i økonomiske og sociale opgangstider, i modsætning til hvad situationen var under republikaneren George H. W. Bush mellem 1989 og 1993. Aligevel fandt republikanerne et svagt punkt ved Clinton: Under valgkampen i 1992 var han imod Bushs brudte løfte om ingen nye skattehævelser, et løfte som Clinton selv havde brudt. Ellers var også moral noget som Bob Dole brugte meget tid på, da Clintons moral blev opfattet som tvivlsom, da nye damehistorier stadig dukkede op i medierne. Clinton fastslog at han havde beskyttet amerikanske værdier, og at han, i modsætning til Dole, gik ind for en forøgelse af vagter langs grænsen mellem Californien og Mexico.

## Andre kandidater
Ingen stor tredje kandidat udvalgte sig, selv om Ross Perot også stilte op til valget dette år. Perot opstilte denne gang med United States Reform Party, og opnåede en procentdel på 8,1 (lidt over 8 millioner af stemmene). Andre kandidater, inklusiv Ralph Nader (The Green Party), Harry Browne (Libertarian Party), Howard Phillips (Taxpayer's Party) og John Hagelin (Natural Law Party), fik alle mindre end 700.000 stemmer.